# Государственный исторический парк Уорд
Государственный исторический парк Уорд (англ. Ward Charcoal Ovens State Historic Park) или Уорд Чаркол Овенс — парк штата в округе Уайт-Пайн (Невада, США). Расположен в 30 км к югу от города  Эли. Главной достопримечательностью являются хорошо сохранившиеся углевыжигательные печи (англ. Ward Charcoal Ovens). 
Печи Уорда тесно связаны с находившимся в 4 км к северу покинутым поселением Уорд, названным в честь Томаса Уорда, первооткрывателя данных мест.
Уорд являлся крупным населённым пунктом: в нём были две плавильни с двадцатью толчеями, салуны, пивоварни, школа и почтовое отделение. В 1877 году население составляло около 1500 человек. Но пожар, уничтоживший в 1883 году треть города, включая здания школы и муниципалитета, привёл к упадку. В 1887 году, одним из последних, закрывается почтовое отделение.
Доподлинно неизвестно, кто построил шесть печей, оставшихся как память об Уорде. Высотой около 9,1 м (30 футов) и диаметром в 8 м (27 футов), с толщиной стен в 0,61 м, они действовали с 1876 по 1879 год, когда городок переживал подъём серебродобычи и нуждался в поставках дешёвого в производстве угля.
После того, как печи перестали использоваться для выжигания древесины, они стали местом для засады грабителей дилижансов, а также просто укрытием для путников.
В 1952 году окружающие территории становятся парком штата, с 1971 года внесены в национальный реестр исторических мест США.